# Hai sbagliato... dovevi uccidermi subito!
Hai sbagliato... dovevi uccidemi subito! è un film italo-spagnolo del 1972 diretto da Mario Bianchi con lo pseudonimo Frank Bronston.
Il film è stato distribuito negli Stati Uniti con il titolo Kill the Poker Player.

## Trama
Tre banditi rapinano una banca e, subito dopo, uno dei tre fa fuori gli altri due per tenere tutto il bottino per sé. Django, un ranchero, si mette alla ricerca dei due banditi allo scopo di impossessarsi lui del bottino. Nel frattempo uno sceriffo gli complica la vita, ma alla fine Django riuscirà nel suo intento.